# Djebel Chambi
O Djebel Chambi  (em árabe: جبل الشعانبي) é a montanha mais alta da Tunísia, com 1544 m de altitude). Pertence à Dorsal Tunisina, uma subcordilheira do Atlas.
Situado no centro-oeste do país, a 17 km a noroeste da cidade de Kasserine e a poucos quilómetros da fronteira Argélia-Tunísia, pode-se aceder a este monte por um caminho onde passam veículos todo-o-terreno até aos 1300 m de altitude. De seguida, um trilho pedestre permite em duas horas de caminhada chegar ao cume.
O Parque Nacional de Chambi foi inaugurado em 1980 para proteger o meio-ambiente natural do maciço do Chambi, florestado com pinheiros.